# Earthworm Jim 3D
Earthworm Jim 3D es el tercer videojuego de la serie Earthworm Jim. Es la secuela de Earthworm Jim y Earthworm Jim 2, y el primer juego de la serie en no ser desarrollado por Shiny Entertainment, ya que los derechos habían sido vendidos a Interplay Entertainment y más tarde paso a manos de VIS Entertainment. El juego sufrió de un prolongado periodo de desarrollo que fue retrasado continuamente hasta su lanzamiento en 1999 para el Nintendo 64 y la PC. Finalmente, el juego no fue bien recibido, con varios críticos indicando que había perdido el encanto de las primeras dos entregas y que, pese al largo periodo que estuvo en desarrollo, el juego aún se sentía incompleto y le faltaban caractéristicas que habían sido prometidas anteriormente. Además de que también se planeaba una versión para la Sony Playstation, lamentablemente siendo cancelada por razones desconocidas.

## Jugabilidad
Earthworm Jim 3D deriva gran parte de su estilo de juego de otros videojuegos de plataformas de la época, compitiendo con importantes títulos como Super Mario 64, Banjo-Kazooie y Donkey Kong 64. Nuevos lugares se abren en el cerebro de Jim al coleccionar Ubres de Oro, y se habilitan nuevos niveles al coleccionar las Canicas de Jim. Al igual que los anteriores juegos de Earthworm Jim, pese a contar con muchos elementos de plataformas, la principal arma de Jim es su desintegrador.

## Historia
Earthworm Jim es golpeado por una vaca voladora que lo deja en coma. Luego, Jim despierta dentro de su propia mente y descubre que se ha vuelto loco. Sus villanos del pasado han entrado a su mente y si no hace algo pronto, Jim se quedará en coma para siempre. Su super ego ha sido liberado dentro de su mente para detener a los villanos. Para retornar su sanidad mental debe encontrar Ubres Doradas de lucidez. Cuando Jim entra en su propia mente, se da cuenta de que los cuatro sectores de su mente han sido tomados por sus peores miedos. Las Ubres Doradas que va coleccionando abren cada uno de los cuatro sectores y además debe encontrar canicas verdes para habilitar los niveles dentro de los sectores. Jim derrota a los cuatro villanos que tomaron los cuatro sectores de su mente, y finalmente se enfrenta a la personificación de su trauma: Earthworm Kim.

## Desarrollo
Poco después del lanzamiento de Earthworm Jim 2, su desarrollador original, Shiny Entertainment fue comprado por Interplay Entertainment, y luego puesto a trabajar en otros proyectos. Con el estudio ocupado, la franquicia fue transferida a VIS Entertainment, y se decidió que, al igual que muchas series de videojuegos de plataformas de la época, como Super Mario o Sonic, el juego transicionaría de 2D a 3D. El desarrollo comenzó poco después del lanzamiento de Earthworm Jim 2 en 1996, y tuvo un prolongado ciclo de desarrollo de tres años,  tan largo que por momentos se pensó que el juego se convertiría en vaporware.
Varios problemas surgieron debido al prolongado ciclo de desarrollo. Gran parte del contenido de presentaciones previas y material promocional finalmente no se incluyeron en la versión final del juego; siendo un particular ejemplo de esto que el empaque del juego mostraba a Evil Cat como el jefe del nivel del "Miedo", siendo que el Profesor Monkey-For-A-Head era en realidad el jefe de ese nivel. Varios lugares que fueron presentados en versiones tempranas del juego no estaban incluidas en la copia final (como un nivel que tiene lugar en una casa y Jim tiene el tamaño de una hormiga). Además, se había anunciado que Evil Jim, el gemelo malvado de Earthworm Jim de la serie animada, sería parte del juego. Algunos de los primeras capturas y vídeos del juego también mostraban a Jim montado en su Cohete de Bolsillo, con un medidor de combustible, en carreras y otras misiones, al igual que mostraban a Jim haciendo snowboard. Además, el juego estaba basado libremente en la serie de televisión, la cual para el momento del lanzamiento del juego había sido cancelada hacía más de tres años, complicando la campaña promocional.
Para ese entonces, el diseñador de la serie original, David Perry, había vendido los derechos de la franquicia. Los personajes tuvieron que ser rediseñados para el cambio de 2D a 3D. Perry y el creador original de la serie, Doug TenNapel estuvieron involucrados inicialmente en el juego como consultores menores, pero fueron despedidos por razones no publicadas. Ambos expresaron que odiaban lo que se había hecho con Earthworm Jim 3D, pero que legalemente no podían hacer nada para prevenirlo. TenNapel indicó que sentía que la serie había sido "arruinada" por el juego.
Problemas con el frame rate y la animación aún se encontraban presentes luego de que se completase el 70% del proceso de desarrollo del juego. Una versión para PlayStation estuvo en los planes originales, pero finalmente fue cancelada.

## Recepción
El juego no fue considerado un éxito crítico ni comercial. Muchas reseñas calificaron al juego de falto de inspiración, mediocre e incapaz de competir con muchos otros juegos similares de la época que fueron mejor recibidos, como ser Super Mario 64, Rayman 2 o Banjo-Kazooie. Una de las más grandes quejas sobre el juego fue la cámara. GameSpot indicó en su análisis que la cámara de la versión de Nintendo 64 estaba en una "misión kamikaze para destruir el juego".  La reseña de GameSpot para la versión de PC fue incluso más dura, concluyendo que Earthworm Jim 3D "tenía algo que desanimaba a todo tipo de personas a que lo jueguen: los fans de la serie estarán decepcionados por la pobre transición de los personajes a tres dimensiones. Todos los demás estarán frustrados con la horrible cámara."

IGN fue un poco más indulgente con la versión de Nintendo 64, dándole una calificación de 7.3 sobre 10, elogiando su sonido, los gráficos y su presentación, pero aún criticando la cámara y lo poco atractivo que se volvía el juego a la larga.

Meristation, al igual que IGN, dio una calificación relativamente buena al juego en ambas plataformas, pero de igual manera criticó los problemas de jugabilidad y resaltó que no llegaba a competir con los mejores juegos de plataforma de la época, en especial Rayman 2.